# Sou (Aude)
Der Sou ist ein Fluss in Frankreich, der im Département Aude in der Region Okzitanien verläuft. Er entspringt an der Gemeindegrenze von Lignairolles und Escueillens-et-Saint-Just-de-Bélengard, entwässert generell in östlicher Richtung und mündet nach rund 29 Kilometern knapp nördlich von Limoux, an der Gemeindegrenze von Cépie und Pieusse, als linker Nebenfluss in die Aude.

## Orte am Fluss
- Belvèze-du-Razès
- Gramazie
- Cambieure
- Brugairolles